# 미녀와 야수 (1946년 영화)
《미녀와 야수》(La Belle Et La Bete, Beauty And The Beast)는 프랑스에서 제작된 장 콕토 감독의 1946년 드라마, 판타지 영화이다. 장 마라이 등이 주연으로 출연하였다.

## 출연

### 주연
- 장 마라이
- 조제트 데이

### 조연
- 마르셀 앙드레
- 네인 게몬
- 마이클 오클레어
- 마이클 오클레어

## 기타
- 미술: 크리스티앙 베라드
- 의상: 안토니오 카스틸로
- 의상: 마르셀 에스코피어